# Castianeira stylifera
Castianeira stylifera là một loài nhện trong họ Corinnidae.
Loài này thuộc chi Castianeira. Castianeira stylifera được Otto Kraus miêu tả năm 1955.